# Zeedijk (Amsterdam)

Amsterdam: la Zeedijk

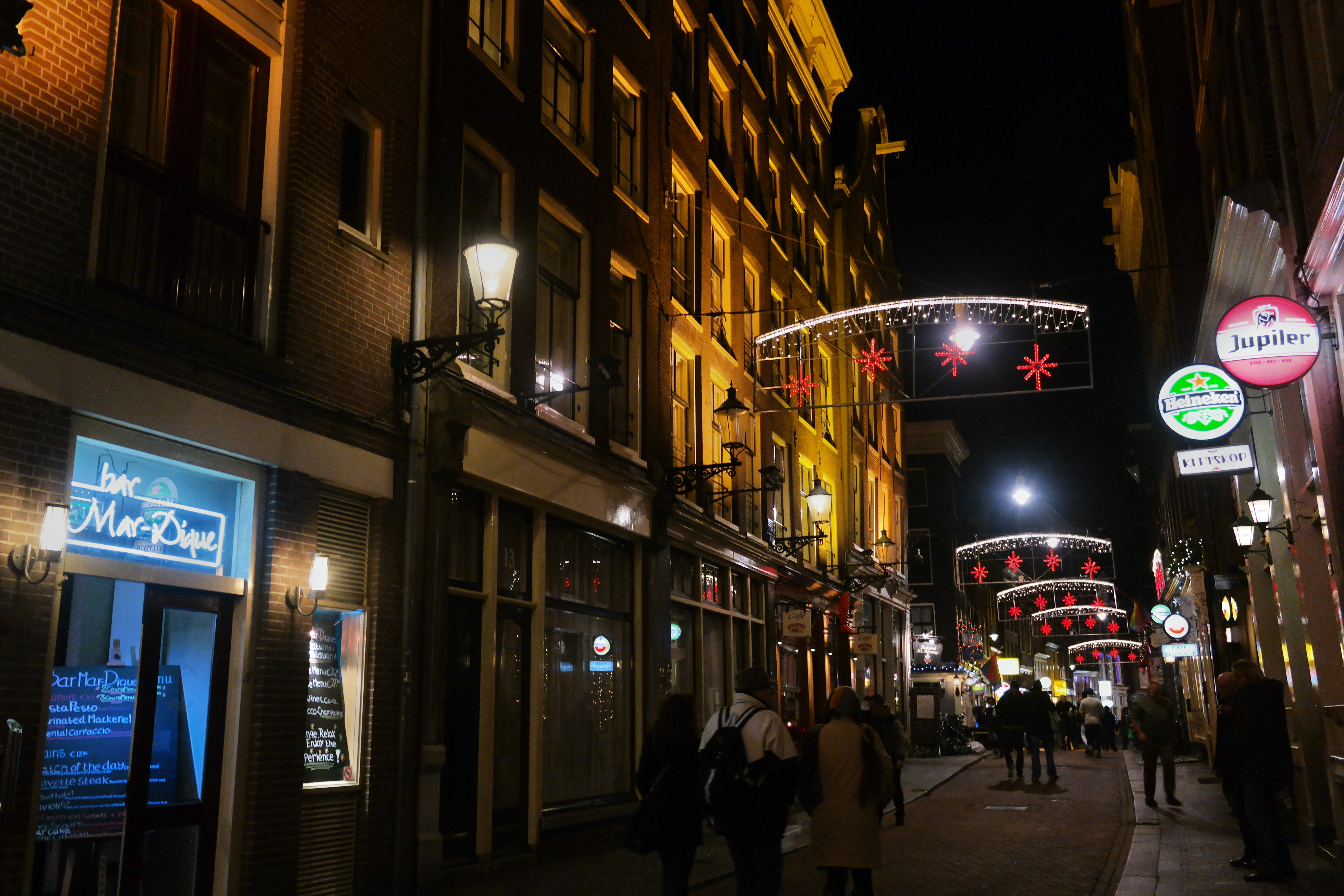
Immagine in notturna della Zeedijk

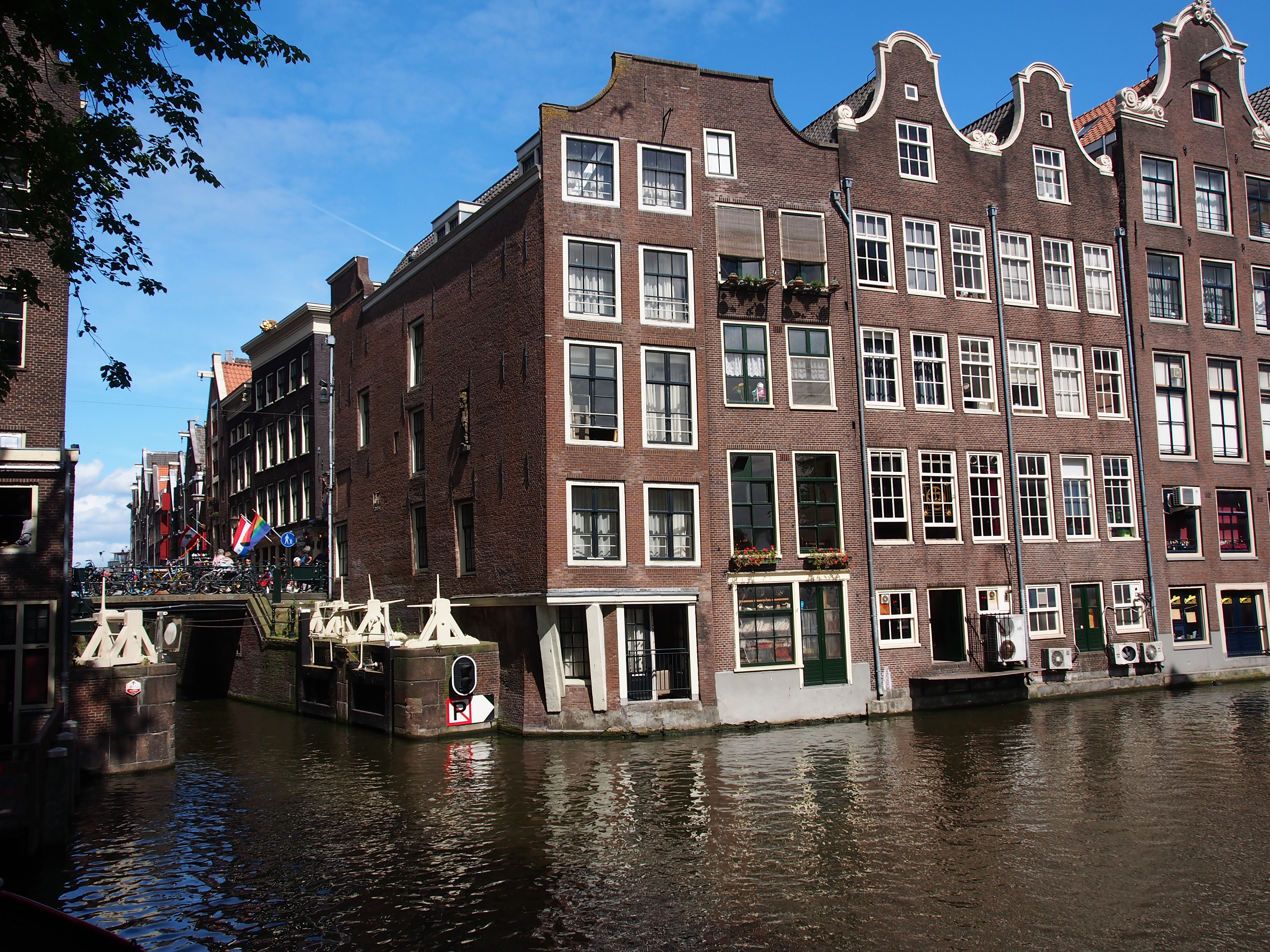
Edifici storici lungo la Zeedijk

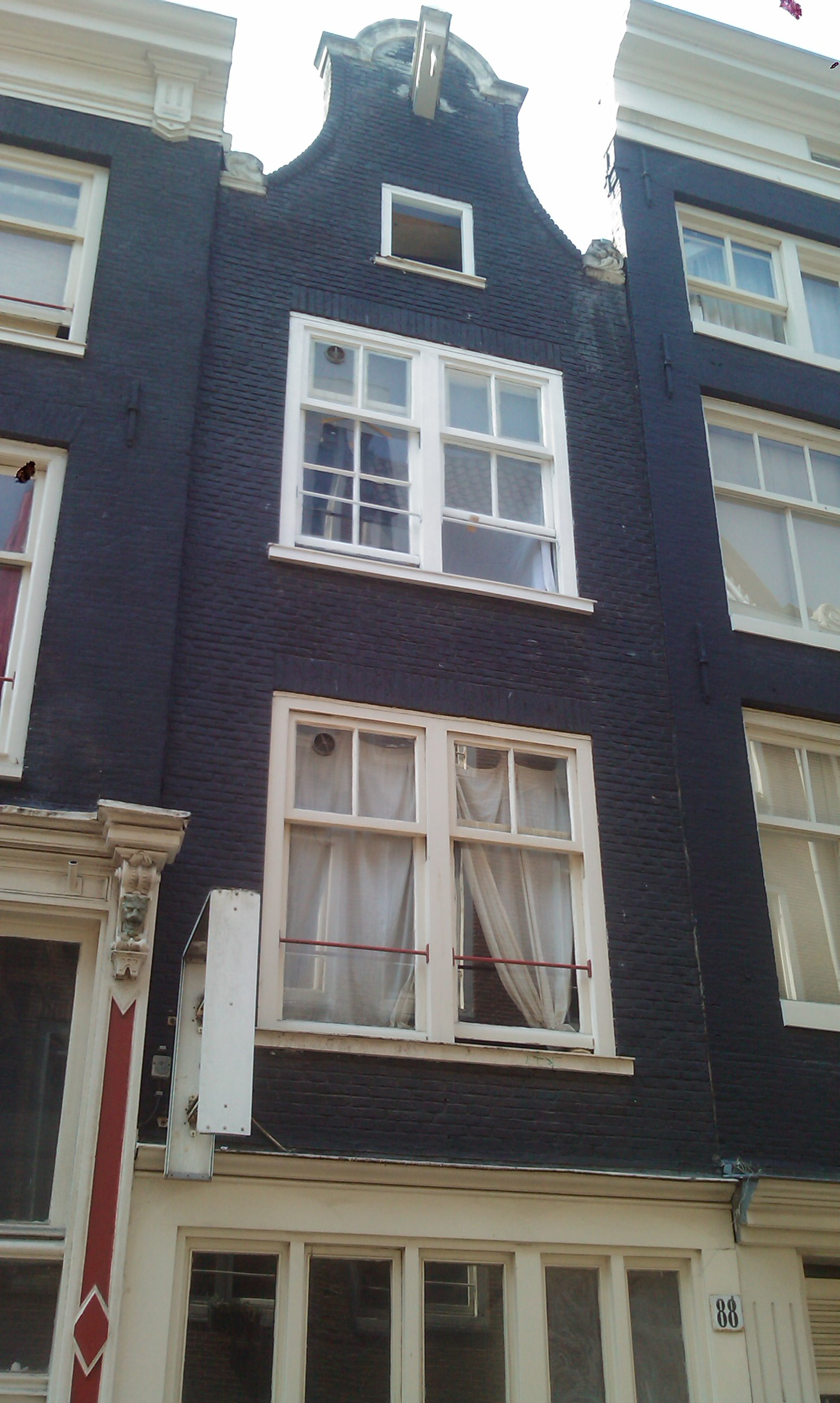
Edificio al nr. 88 della Zeedijk

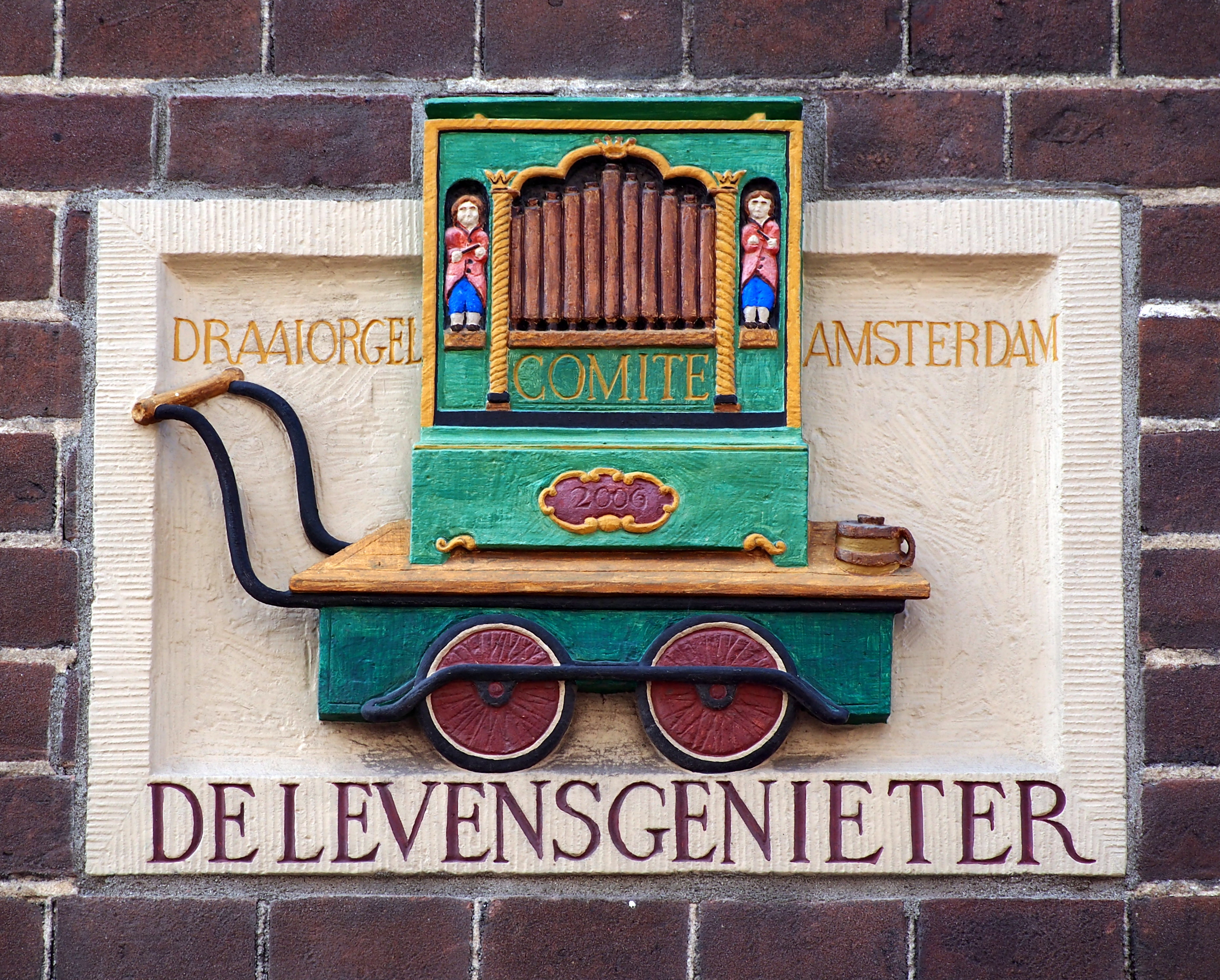
Formella in un edificio della Zeedijk

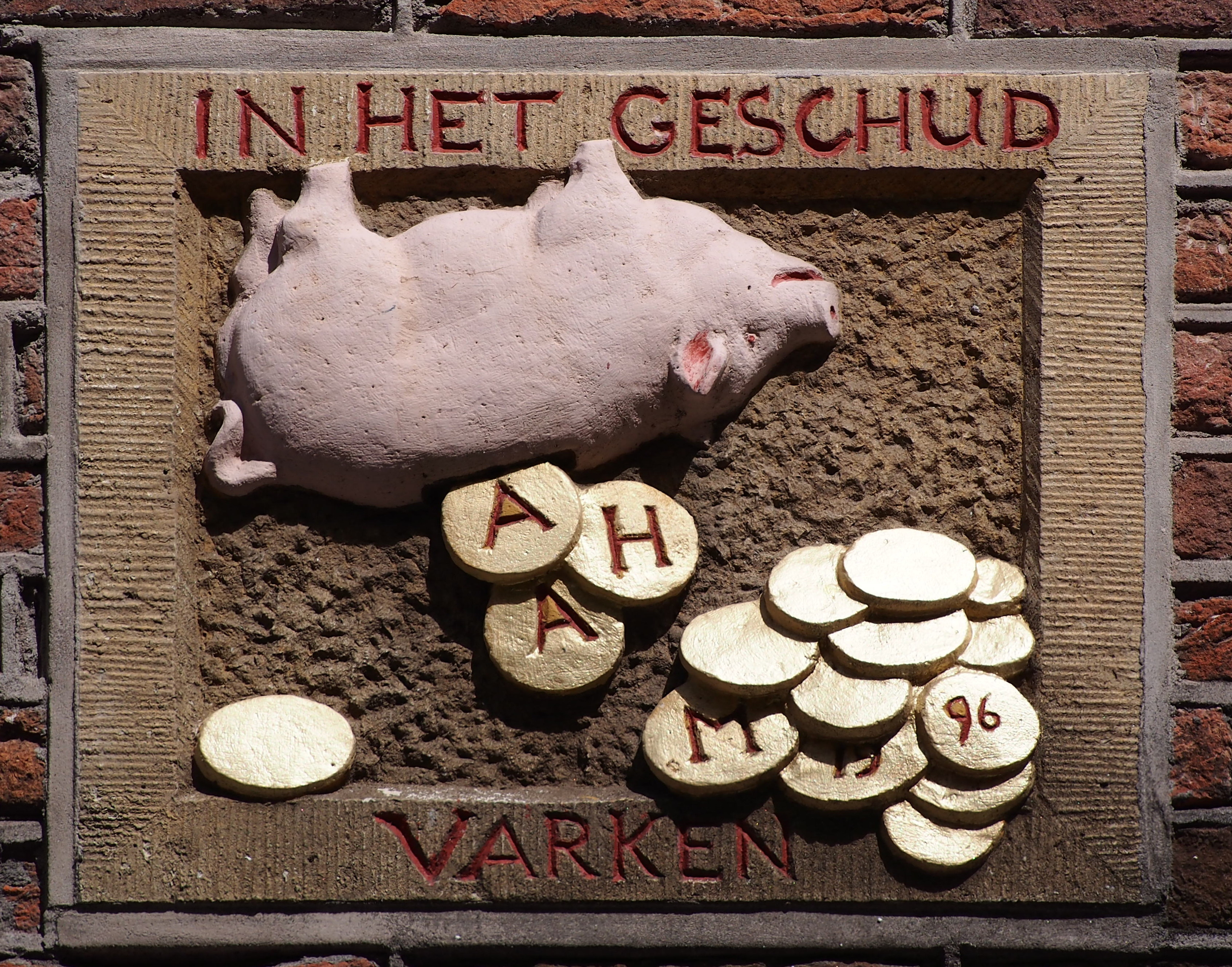
Formella in un edificio della Zeedijk

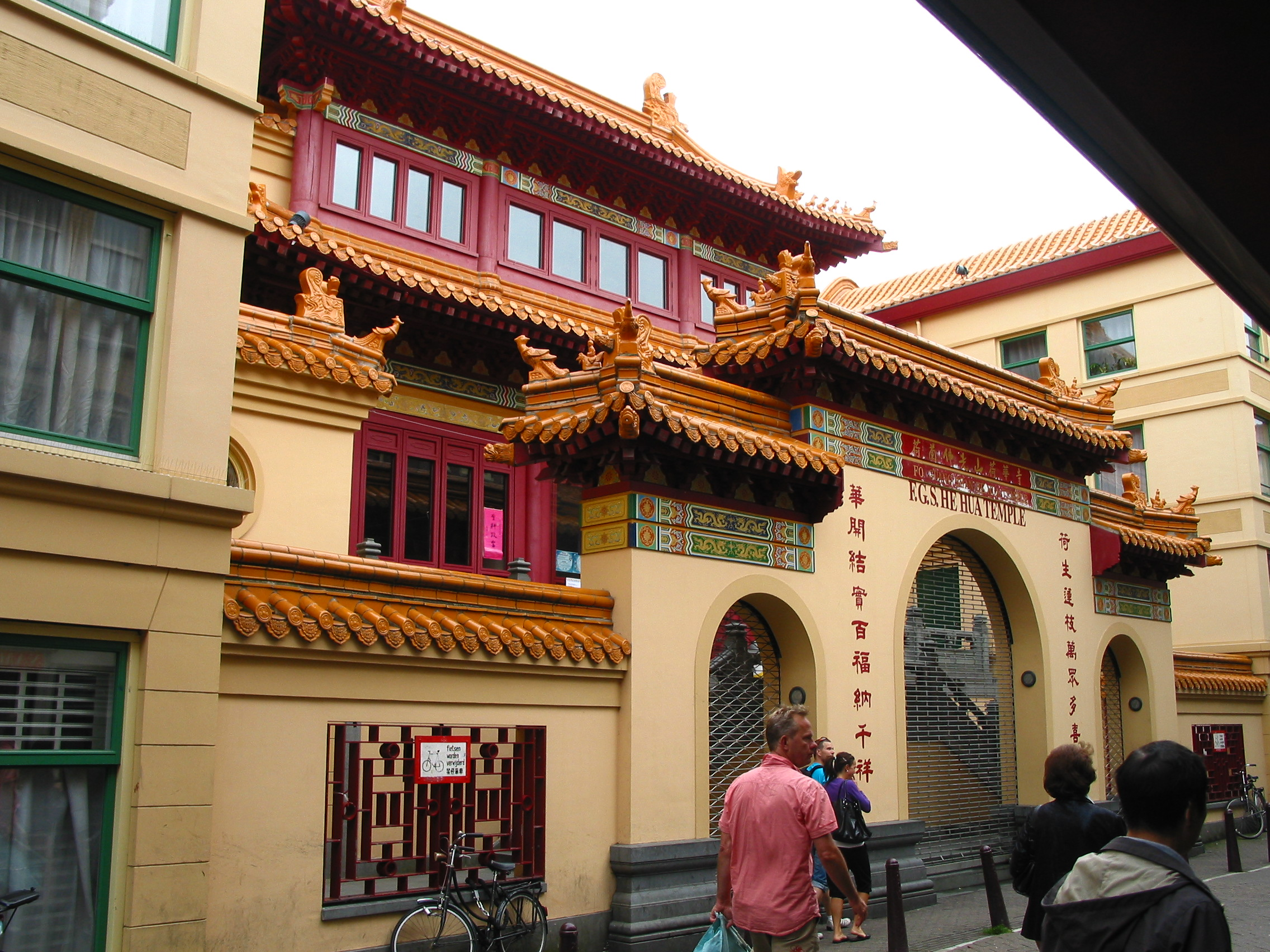
Il tempio He Hua nel quartiere cinese

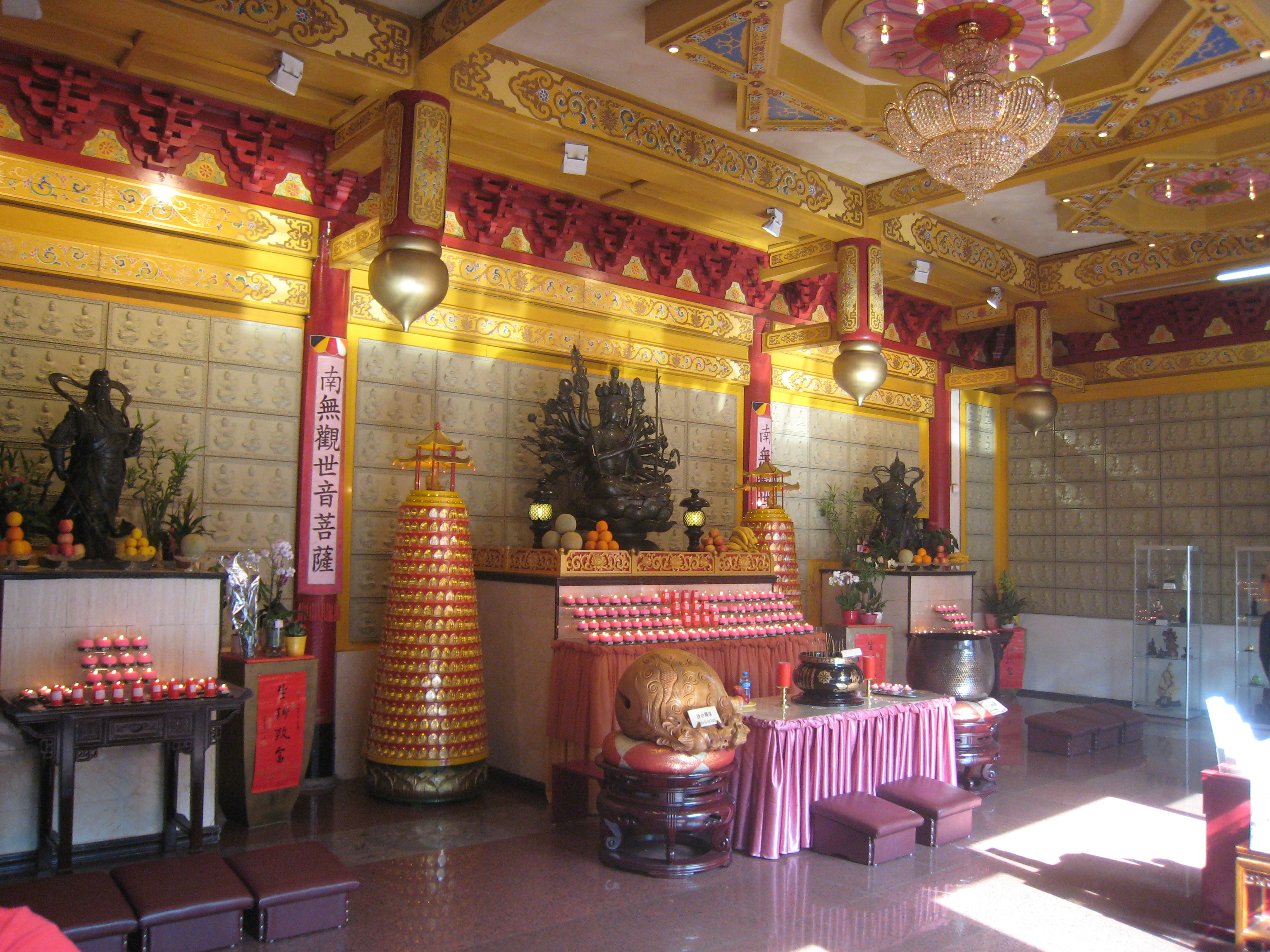
Interno del tempio He Hua

La Zeedijk (pron.: /ze:dɛjk/; letteralmente: "diga sul mare") è una strada di Amsterdam, situata nella Oude Zijde ("Parte vecchia").
Tra le strade più antiche della città, era ora un tempo il quartiere dei marinai. Ora, comprende, tra l'altro, la "Chinatown" della capitale olandese.

## Descrizione
La Zeedijk si trova nella parte settentrionale della Oude Zijde, a sud-est della stazione centrale, e collega la Prinshendrikskade con il Nieuwmarkt (la piazza con la Waag), estendensi parallelamente all'Oudezijds Achterburgwal e alla Geldersekade È situata nei pressi del quartiere De Walletjes, il quartiere a luci rosse.
Lungo la via si trovano edifici storici del XV-XVII secolo, oltre che negozi d'antiquarato, jazz-café, caffè bruni, supermercati cinesi, ecc.

## Storia
Il nome della via fa riferimento ad una diga costruita nel corso del XIII secolo: quella che era allora la Zeedijk, cioè una diga sul mare, faceva parte di un sistema di dighe che serviva per proteggere la città di Amsterdam dalle frequenti esondazione dell'IJ e dello Zuiderzee (l'attuale IJsselmeer).
Nel XVII secolo, la Zeedijk era abitatata da ricchi mercanti, che consideravano la via il posto più prestigioso della città dove risiedere.
In seguito, i mercanti preferirono trasferirsi lungo lo Herengracht e la Zeedijk divenne così un luogo votato alla vita notturna e alla prostituzione.
Negli anni settanta e agli inizi degli anni ottanta del XX secolo, la Zeedijk era preda di spacciatori, borseggiatori e altri criminali, tanto che l'ingresso nella via, chiamata colloquialmente "De Dijk", era considerata da evitare.
A partire dal 1985, però, le pressioni da parte degli abitanti delle vie limitrofe, portarono, negli anni successivi, ad un'opera di restauro e di rinnovamento che restituì decoro alla via.

## Punti d'interesse

### Tratto settentrionale
Nel tratto settentrionale della via, situata all'altezza della Sint Olofspoort, una delle antiche porte cittadine, si possono ammirare vari edifici inclinati L'inclinazione serviva per facilitare il passaggio delle merci che venivano issate nei magazzini.
Molti edifici di questa parte della via, in particolare, quelli situati nelle vicinanze della Sint Olofskapel (v. sotto), recano lo stemma medievale del santo.

#### N.1 di Zeedijk
Al n. 1 della Zeedijk si trova un edificio risalente al 1550: si tratta di uno degli unici due edifici in legno conservati ad Amsterdam (l'altro si trova nel Begijnhof).
All'interno dell'edificio è stato ora realizzato un café, l'Int Aepjen, un nome che significa "Dalle scimmie" e che è dovuto al fatto che uno dei suoi storici proprietari vi teneva delle scimmie.

#### Sint Olofskapel
Altro edificio d'interesse della parte settentrionale della via è la Sint Olofskapel ("Cappella di san Olof"), risalente al 1425.
Ora vi si tengono banchetti e conferenze.
|  |

### N. 63 di Zeedijk
Al n. 63 della Zeedijk si trova lo storico cafè 't Mandje: gestito da Bet van Beere dal 1927 al 1967, era un noto rifugio per gli omosessuali della città.
|  |

### Quartiere cinese
Nella parte meridionale della via si trova il quartiere cinese di Amsterdam.
Tra gli edifici di maggiore interesse del quartiere, vi è il tempio buddista He Hua ("Fiore di loto"), il più grande tempio buddhista d'Europa. Il tempio fu inaugurato ufficialmente il 15 settembre 2000 alla presenza della regina Beatrice dei Paesi Bassi
|  |